# جرمن‌تاپون، شهرستان ریچلند، ویسکانسین
جرمن‌تاپون (به انگلیسی: Germantown) یک منطقهٔ مسکونی در ایالات متحده آمریکا است که در شهرستان ریچلند، ویسکانسین واقع شده‌است. جرمن‌تاپون ۳۰۲٫۹۷ متر بالاتر از سطح دریا واقع شده‌است.